# Saint-Thurin
Saint-Thurin este o comună în departamentul Loire din sud-estul Franței. În 2009 avea o populație de 197 de locuitori.

## Evoluția populației
| An        | 1975 | 1982 | 1990 | 1999 | 2006 | 2009 |
| --------- | ---- | ---- | ---- | ---- | ---- | ---- |
| Populație | 240  | 230  | 189  | 181  | 195  | 197  |